# Havola
Havola (německy Havel [ˈhaːfl̩], dolnolužickosrbsky Habola) je řeka v Německu, kde postupně protéká Meklenburskem-Předním Pomořanskem, Braniborskem, Postupimí, Berlínem a Sasko-Anhaltskem. Její tok je 333,7 kilometrů dlouhý, ačkoliv její pramen je od ústí vzdálen vzdušnou čarou pouhých 94 km. Plocha povodí měří 23 858 km².

## Průběh toku

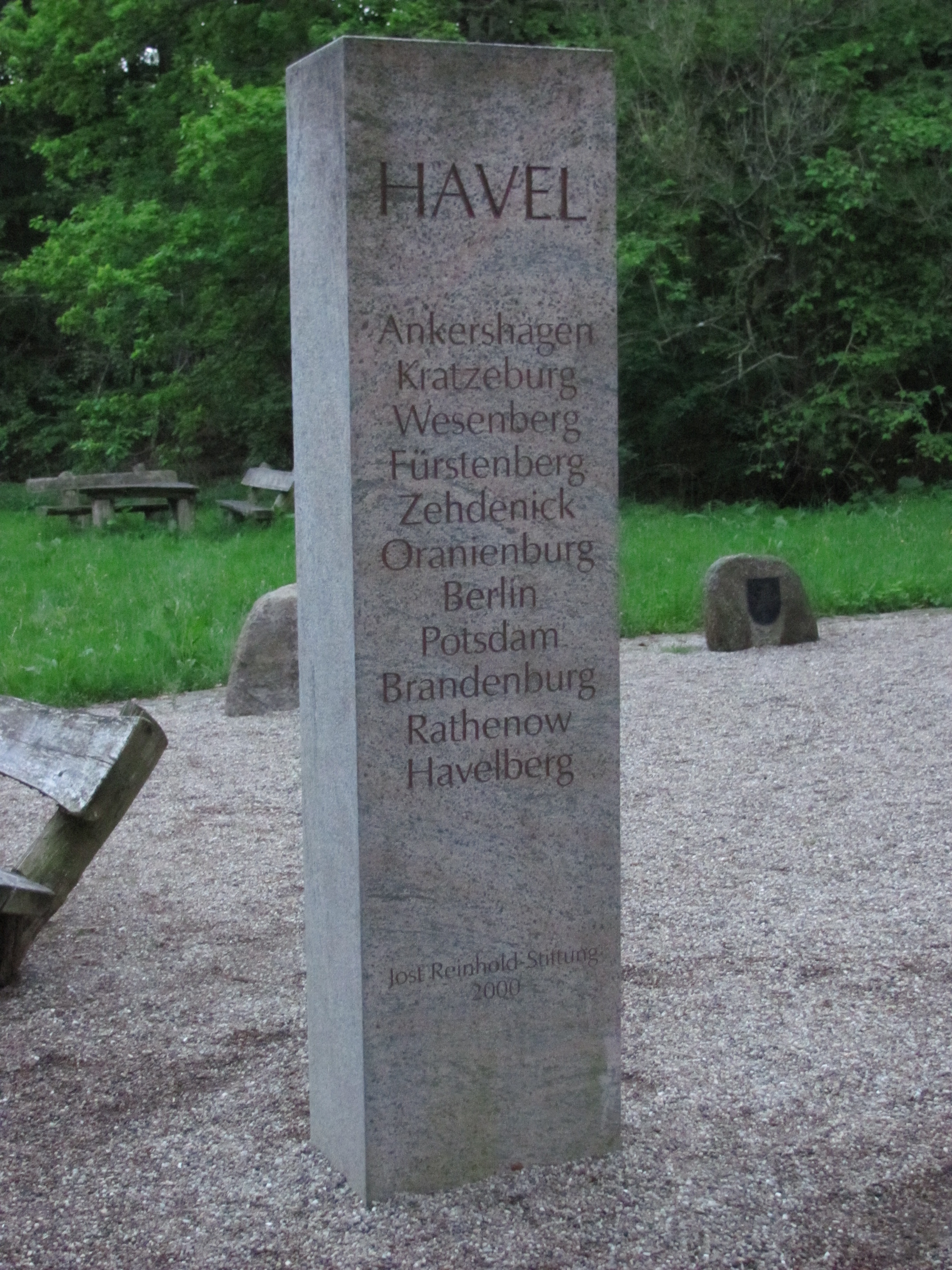
U pramene řeky

Pramení v Meklenburském pojezeří u obce Ankershagen v nadmořské výšce 62,6 m a protéká přes celou řadu jezer a přehradních nádrží, přičemž její tok je regulovaný hrázemi. U města Havelberg v nadmořské výšce 22 m ústí do Labe.

### Přítoky
Největším přítokem je Spréva, která odvodňuje také malou část České republiky.

## Vodní režim
Maximální vodní stav má v únoru a v březnu. S průtokem 108 m³/s je po Vltavě (150 m³/s) a Sále (117 m³/s) třetím nejvodnějším přítokem Labe.

## Využití
Vodní doprava je díky kanálům a zdymadlům možná téměř po celé délce toku. Kanály je také spojena s Odrou a Labem. Leží na ní města Berlín, Postupim, Brandenburg.